# フォックスボロ (マサチューセッツ州)
フォックスボロ（英: Foxborough）は、アメリカ合衆国マサチューセッツ州のノーフォーク郡にある町。人口は1万6865人（2010年）。ボストンの南35キロメートルに位置している。
NFLのニューイングランド・ペイトリオッツとメジャーリーグサッカーのニューイングランド・レボリューションのホーム、ジレット・スタジアムがあることで知られる。町名の公式表記は Foxborough だが、 Foxboro 
という略称も散見される。アメリカ合衆国郵便公社 (USPS) では略称のほうが公式に採用されている。

## 歴史

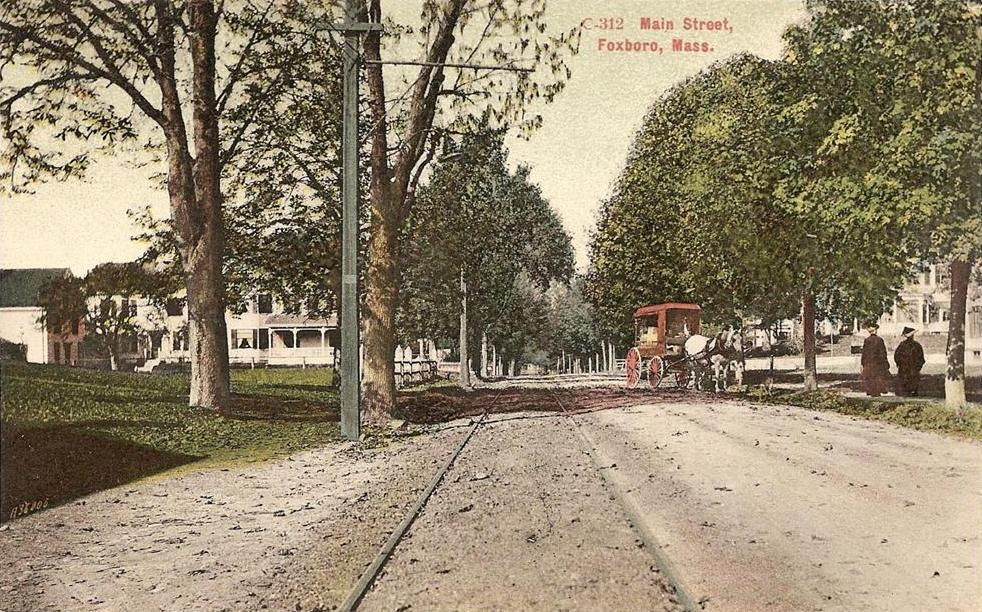
1906年前後のメインストリート

1704年に入植が始まり、1778年に町制施行された。フォックスボロという名は13植民地を独立まで一貫して支援したイギリスのチャールズ・ジェームズ・フォックス庶民院議員（ホイッグ党）にちなむ。
かつて、この町には当時世界最大の麦わら帽子工場があった。地元の実業家E・P・カーペンターによるもので、20世紀初頭に火事で全焼した。跡地には現在、郵便局が建つ。
1900年代まで、フォックスボロ町はフォックスベイル/パインバーフ (Foxvale/Paineburgh) 、クエーカーヒル (Quaker Hill) 、レイクビュー/ドンキービル (Lakeview/Donkeyville) など、近隣の小さなコミュニティからなっていた。このうちフォックスベイル/パインバーフは、20世紀中葉まで半自治を保った。
ジレット・スタジアムはアメリカンフットボールのニューイングランド・ペイトリオッツと、メジャーリーグ・サッカーのニューイングランド・レボリューションが本拠地としている。2009年にはオーナーのボブ・クラフトがスタジアム周囲の土地を購入し、「ペイトリオット・プレイス」というショッピングセンターを建設した。センター内にはレストランや衣料品店、その他小売店が多数入居する。

## 地理
国勢調査局によるとこの町は総面積54.1平方キロメートルで、このうち52.0平方キロメートルが陸地、総面積の3.88%にあたる2.1平方キロメートルが水域である。コカセット川が流れる。

## 気候
フォックスボロの気候はニューイングランドで広く見られる湿潤大陸性気候で、夏は蒸し暑く冬は風が強い。春秋の天候は穏やかだが、風向やジェット気流の影響で変わりやすい。もっとも気温の高い7月の平均最高気温は28度、最低気温は17度で、もっとも寒い1月の平均最高気温は2度、最低気温は-8度である。夏には32度、冬には-12度に達することも何度かある。
| フォックスボロの気候   | フォックスボロの気候 | フォックスボロの気候 | フォックスボロの気候 | フォックスボロの気候 | フォックスボロの気候 | フォックスボロの気候 | フォックスボロの気候 | フォックスボロの気候 | フォックスボロの気候 | フォックスボロの気候 | フォックスボロの気候 | フォックスボロの気候 | フォックスボロの気候 |
| 月                     | 1月                  | 2月                  | 3月                  | 4月                  | 5月                  | 6月                  | 7月                  | 8月                  | 9月                  | 10月                 | 11月                 | 12月                 | 年                   |
| ---------------------- | -------------------- | -------------------- | -------------------- | -------------------- | -------------------- | -------------------- | -------------------- | -------------------- | -------------------- | -------------------- | -------------------- | -------------------- | -------------------- |
| 最高気温記録 °F （°C） | 68 (20)              | 70 (21)              | 90 (32)              | 96 (36)              | 95 (35)              | 97 (36)              | 101 (38)             | 102 (39)             | 97 (36)              | 87 (31)              | 78 (26)              | 76 (24)              | 102 (39)             |
| 平均最高気温 °F （°C） | 36 (2)               | 39 (4)               | 47 (8)               | 58 (14)              | 70 (21)              | 78 (26)              | 83 (28)              | 81 (27)              | 73 (23)              | 62 (17)              | 51 (11)              | 41 (5)               | 59.9 (15.5)          |
| 平均最低気温 °F （°C） | 18 (−8)              | 20 (−7)              | 28 (−2)              | 37 (3)               | 47 (8)               | 56 (13)              | 62 (17)              | 60 (16)              | 52 (11)              | 41 (5)               | 33 (1)               | 23 (−5)              | 39.8 (4.3)           |
| 最低気温記録 °F （°C） | −19 (−28)            | −16 (−27)            | −4 (−20)             | 14 (−10)             | 28 (−2)              | 37 (3)               | 42 (6)               | 39 (4)               | 30 (−1)              | 20 (−7)              | 4 (−16)              | −14 (−26)            | −19 (−28)            |
| 降水量 inch （mm）     | 4.24 (107.7)         | 3.45 (87.6)          | 4.01 (101.9)         | 4.14 (105.2)         | 3.38 (85.9)          | 3.42 (86.9)          | 3.63 (92.2)          | 4.07 (103.4)         | 3.78 (96)            | 3.98 (101.1)         | 4.29 (109)           | 4.19 (106.4)         | 46.58 (1,183.1)      |
| 出典：Weather Channel  |                      |                      |                      |                      |                      |                      |                      |                      |                      |                      |                      |                      |                      |

## 人口動態
2000年の国勢調査で、町内には1万6246人、6141世帯および4396家族が暮らしている。人口密度は312.4人/平方キロ。住居数は6299軒で、1平方キロあたりに平均121.1軒が建つ。人種構成は白人が97.09%、アフリカ系が0.82%、ネイティブ・アメリカンが0.11%、アジア系が1.22%、太平洋諸島系が0.01%、その他が0.20%、混血が0.54%。人口の1.06%をヒスパニック（ラティーノ）が占める。
35.3%の世帯は18歳以下の未成年と同居し、59.9%は夫婦で生活している。8.6%は未婚の女性が世帯主であり、28.4%は家族以外の住人と同居している。23.4%が単身世帯で、8.6%を独居老人が占める。1世帯あたりの平均人数は2.63人で、1家庭あたりでは3.15人である。
世代別では26.5%が18歳以下の未成年、5.0%が18歳以上24歳以下、32.1%が25歳以上44歳以下、24.5%が45歳以上64歳以下、11.9%が65歳以上で、平均年齢は38歳である。女性100人に対し男性が95.8人、18歳以上の女性100人に対しては92.2人いる。
一世帯あたりの平均収入は6万4323米ドルで、家族あたりのそれは7万8811米ドルである。男性の平均収入は5万1901米ドル、女性のそれは3万5748米ドルで、非労働人口をも含めた住民一人あたりの収入は3万2294米ドルである。総人口の3.1%、家族の2.3%、18歳以下の未成年の2.0%および65歳以上の高齢者の6.3%が貧困線以下の収入で生計を立てている。

## 行政
行政は5名からなる行政委員会が運営する。行政委員は選挙で選ばれるが、委員会の業務には同じく選挙で選ばれたタウン・マネージャーによる制限がともなう。
現在の行政委員
- ローレンス・ハリントン - 委員長（2012年任期満了）
- ジェームズ・デベリス - 副委員長（2013年）
- マーク・S・サリバン - 書記（2014年）
- ロライン・ブルー（2012年）
- リンダ・ウォルシュ（2013年）

## 教育

### 公立
町内には下記の公立校が存在し、計3000人以上の児童・生徒が在籍する。
- チャールズ・G・テイラー小学校
- ビンセント・M・アイゴー小学校
- メイベル・M・バレル小学校
- ジョン・J・アハーン中学校
- フォックスボロ高等学校

### 私立
中心市街地の近くに、12年制の大学進学準備教育校であるフォックスボロ地域チャーター・スクール (FRCS) がある。1998年にセイビス・フォックスボロ地域チャーター・スクールとして創立され、2002年に現在の校名に改称された。
メカニック街には8年制のセージ・スクールがある。

## 町内の主な団体
- フォックスボロの日企画委員会
- フォックスボロ歴史協会
- フォックスボロ青年会議所
- フォックスボロ・ライオンズ・クラブ
- フォックスボロ・ロータリー・クアｒブ

## 名所
- フォックスボロ農民会館

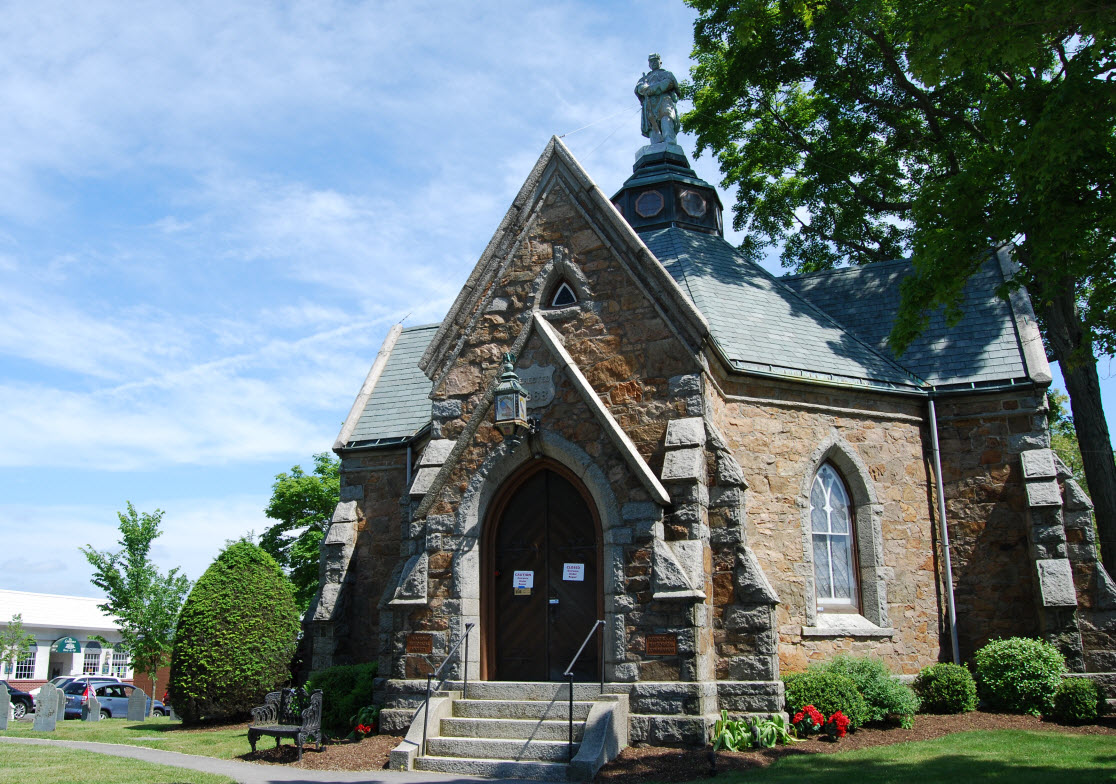
メモリアル・ホール

- ジレット・スタジアム - ニューイングランド・ペイトリオッツとニューイングランド・レボリューションの本拠地
- ペイトリオット・プレイス - ジレット・スタジアムに隣接するショッピングモール
- オルフェウム劇場 - ベイ・コロニー・プロダクションズが運営する非営利劇場。年に一度の『三ばか大将』映画祭をはじめ、ライブや映画の上演が行われる
- F・ギルバート・ヒルズ州有林 - フォックスボロとレンサムの4.16平方キロに広がり、ハイキング、サイクリング、クロスカントリースキー、乗馬などの自然探勝に活用されている。先住民のアルゴンキン族のものとされる、ユニークな石の構造物がある[6]
- メモリアル・ホール - 中心市街地にある石造建築。当初は軍に供与されたが、後に郷土史のコレクションを展示するようになった

## ゆかりの人物
- ジェイソン・P・アハーン - 元アメリカ合衆国税関・国境警備局副局長
- セス・ボイデン - エナメル革や可鍛鋳鉄を開発した市民発明家
- ハー・チン（哈金） - 中国系アメリカ人の作家
- ジョジョ（ジョアンナ・レヴェスク） - R&Bのシンガーソングライター、女優
- トム・ネイレン - デンバー・ブロンコスの元アメフト選手[7]
- チャド・オチョシンコ - ニューイングランド・ペイトリオッツのアメフト選手[8]
- クリス・サリバン - 俳優、ボイスパーカッショニスト[9]
- グエン・バン・チュー - ベトナム共和国（南ベトナム）大統領[10]
- スティーブ・グローガン - ニューイングランド・ペイトリオッツの元アメフト選手